# Popovec (Zběšičky)
Popovec je malá vesnice, část obce Zběšičky v okrese Písek v Jihočeském kraji. Nachází se asi jeden kilometr jižně od Zběšiček. Je zde evidováno 13 adres. V roce 2011 zde trvale žilo dvanáct obyvatel.
Popovec leží v katastrálním území Popovec u Zběšiček o rozloze 0,69 km².

## Historie
První písemná zmínka o vesnici pochází z roku 1291.

## Obyvatelstvo
| Rok            | 1869 | 1880 | 1890 | 1900 | 1910 | 1921 | 1930 | 1950 | 1961 | 1970 | 1980 | 1991 | 2001 | 2011 | 2021 |
| -------------- | ---- | ---- | ---- | ---- | ---- | ---- | ---- | ---- | ---- | ---- | ---- | ---- | ---- | ---- | ---- |
| Počet obyvatel | 86   | 72   | 62   | 60   | 70   | 72   | 67   | 38   | 50   | 41   | 25   | 14   | 11   | 12   | 10   |
| Počet domů     | 12   | 12   | 13   | 12   | 12   | 13   | 13   | 13   | 12   | 10   | 9    | 6    | 11   | 11   | 12   |

## Obecní správa
Při sčítání lidu v letech 1850–1987 Popovec byl osadou obce Zběšičky, se kterým patřily nejprve do okresu Milevsko, ale od roku 1960 v okrese Písek. Od 1. ledna 1988 do 23. listopadu 1990 byl částí městyse Bernartice v okrese Písek. Od 24. listopadu 1990 je opět částí obce Zběšičky v okrese Písek.

## Pamětihodnosti
- U návesního rybníka se nalézá drobný kříž, který na svém kamenném podstavci nese dataci 1913. Na hranatém štítku je tento nápis: Pochválen buď Pán Ježíš KRISTUS.

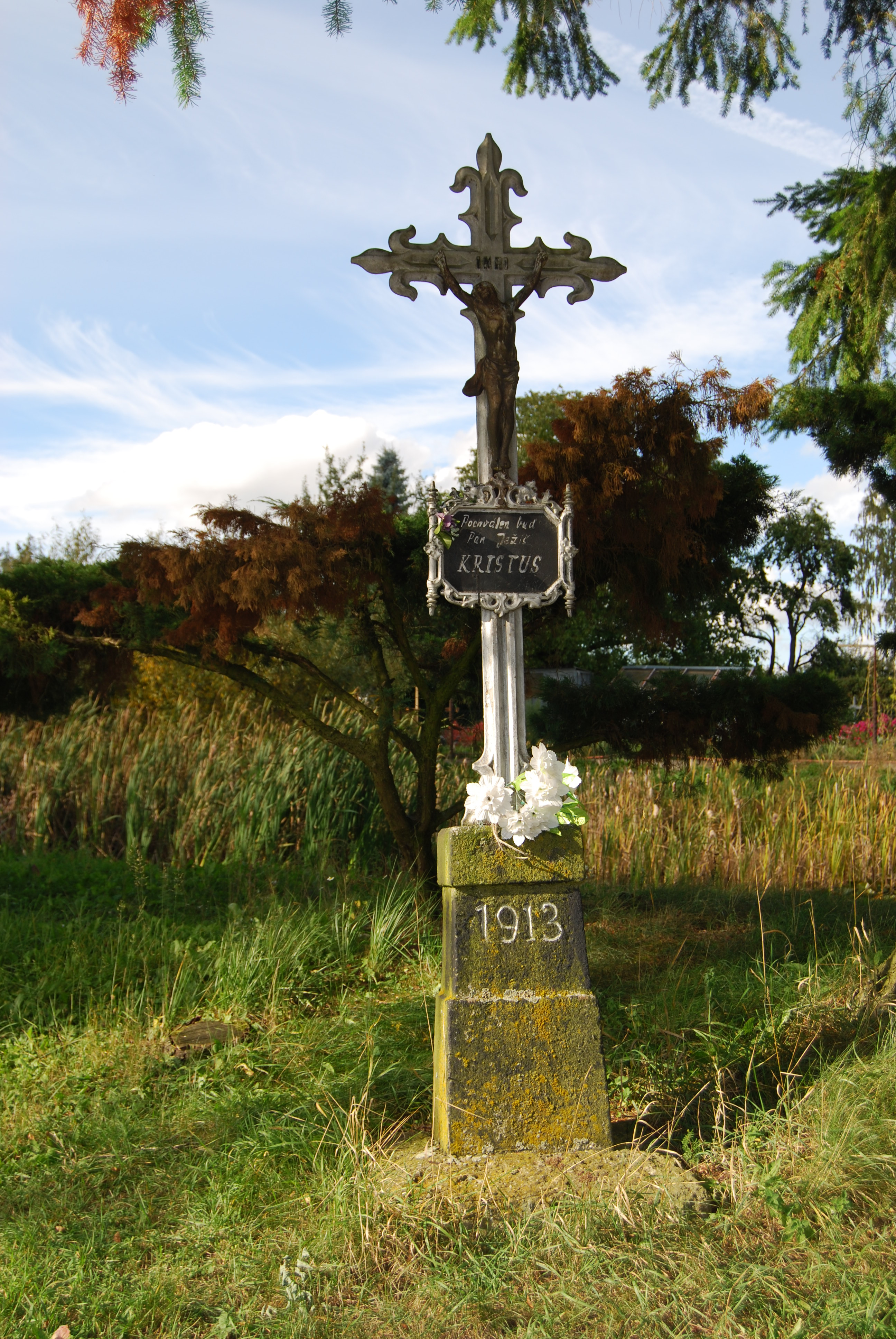
Kříž ve vesnici